# カルロス・ロドリゲス (1997年生のサッカー選手)
カルロス・アルベルト・ロドリゲス・ゴメス（スペイン語: Carlos Alberto Rodríguez Gómez、1997年1月3日 - ）は、メキシコ・サン・ニコラス・デ・ロス・ガルサ出身のサッカー選手。リーガMX・クルス・アスル所属。メキシコ代表。ポジションはMF。

## 経歴
モンテレイの下部組織出身。2016年9月28日にCONCACAFチャンピオンズリーグ2016-17で選手初出場を記録した。
翌年にセグンダ・ディビシオンBのトレドに期限付き移籍した。
2018年夏にモンテレイに復帰すると、10月20日の試合でリーガMX初出場を記録した。2019年2月15日に選手初得点を記録した。CONCACAFチャンピオンズリーグ2019では決勝戦で活躍し、優勝とベストイレブン選出の双方を手にした。FIFAクラブワールドカップ2019では準々決勝で得点を記録した。また同月、アペルトゥーラではオウンゴールを記録したものの最終的には優勝を記録し、ベストイレブンに選出された。この2019-20シーズンは最終的にトレブルを達成、歴史に残る記録に貢献した選手となった。
2022年にクルス・アスルに完全移籍。

## 代表経歴
U-23代表では東京オリンピック北中米カリブ海予選では5試合1得点を記録、東京オリンピック本戦でも銅メダル獲得に貢献した。
A代表初招集はリーガMX初出場から僅か5ヶ月後に行われた合宿で、2019年3月22日に行われたチリ代表との親善試合にスターティングメンバーとして出場しデビューした。このデビューについてヘラルド・マルティーノ監督は「まるで30歳かのような落着きを持ったプレーをした」と述べた。5月に2019 CONCACAFゴールドカップの候補リストに入ると、最終的に本戦メンバーに選出された。全試合に出場し優勝に貢献した。

## 代表歴

### 出場大会
- メキシコ代表
  - 2022 FIFAワールドカップ

### 試合数
- 国際Aマッチ 49試合 0得点（2019年-）[18]

| メキシコ代表 | 国際Aマッチ | 国際Aマッチ |
| 年           | 出場        | 得点        |
| ------------ | ----------- | ----------- |
| 2019         | 13          | 0           |
| 2020         | 3           | 0           |
| 2021         | 10          | 0           |
| 2022         | 13          | 0           |
| 2023         | 10          | 0           |
| 2024         |             |             |
| 通算         | 49          | 0           |

## タイトル

### クラブ
モンテレイ
- リーガMX: アペルトゥーラ2019
- コパMX: 2019-20
- CONCACAFチャンピオンズリーグ: 2019, 2021

クルス・アスル
- スーペルコパ・デ・ラ・リーガMX: 2022

### 代表
メキシコ
- CONCACAFゴールドカップ: 2019, 2023